# 더크스 벤틀리
더크스 벤틀리(Dierks Bentley, 1975년 11월 20일 ~ )는 미국의 컨트리 가수이다.